# União Desportiva e Recreativa Sambrasense
A União Desportiva e Recreativa Sambrasense é um clube desportivo português, localizado na vila de São Brás de Alportel, Algarve, distrito de Faro. O clube disputa os seus jogos em casa no Campo Sousa Uva com capacidade para 1 500 espectadores.

## História
O clube foi fundado em 1970 e o seu actual presidente chama-se Joaquim João Gonçalves.

## Ligas
- 2005-2006 - 1ª divisão distrital, Associação de Futebol do Algarve.[2]

## Marca do Equipamento
- Macron